# 円山大飯店

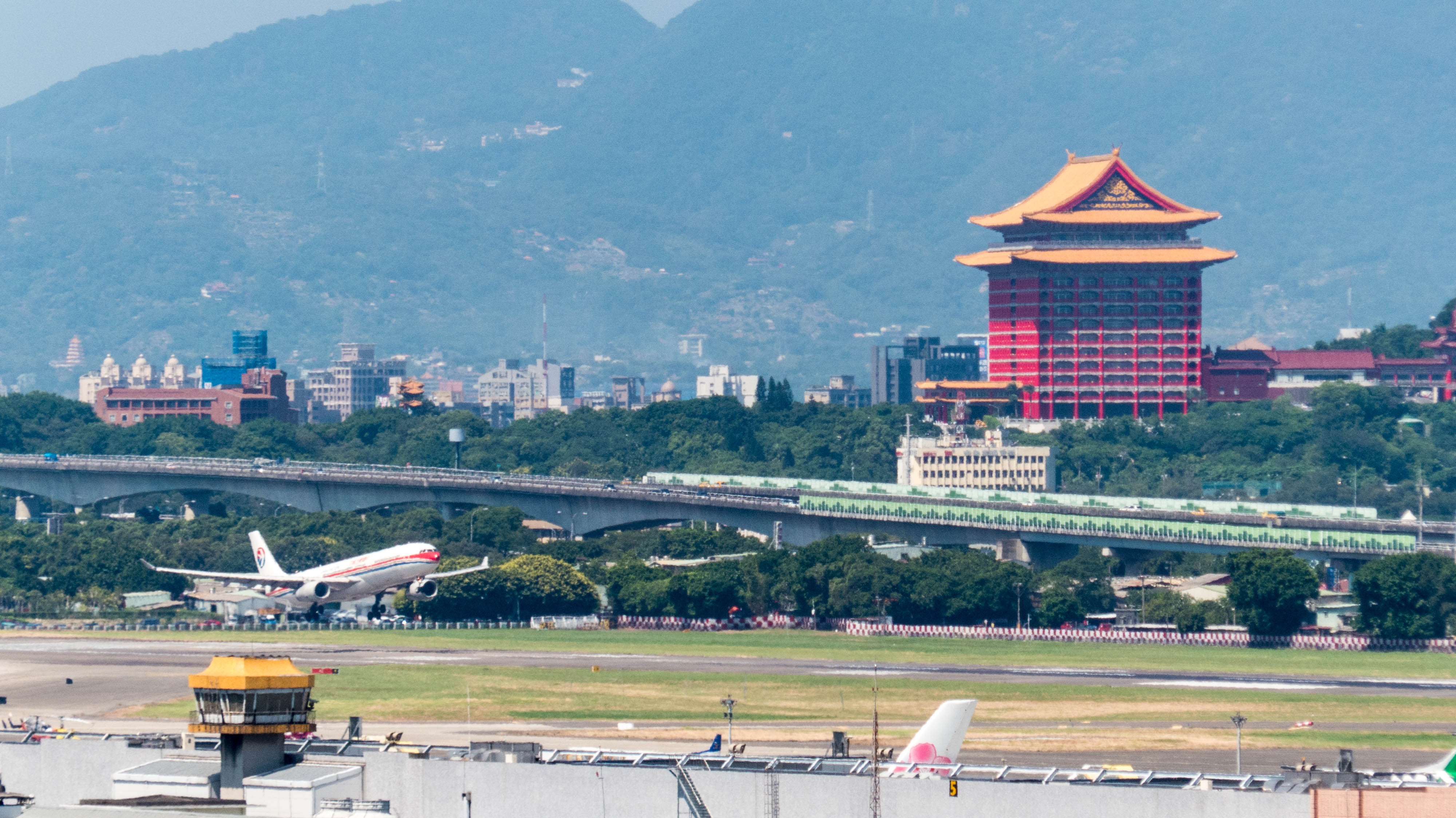
台北松山空港の滑走路と円山大飯店（右の赤い建物）

円山大飯店（まるやま-だいはんてん、Grand Hotel）は、台湾台北市中山区に位置する中国建築が特徴のホテル。剣潭公園に隣接し、台湾神宮の跡地に建設されており、台北のランドマークになっている。

## 略史
- 1952年 - 台湾省敦睦聯誼会が結成され、台湾大飯店として開業。
- 1968年 - アメリカ合衆国の雑誌[要出典]により世界10大ホテルに選定される。（←『フォーチュン』との主張あり[1]）
- 1973年 - 14階の中国宮殿式メインホールが落成。
- 1995年 - 屋根改修工事の際に失火、12階以上全焼。
- 1998年 - 頂層の12 - 14階修復後、営業再開。

## 特色
円山大飯店は日本統治時代に剣潭山に建立されていた台湾神宮の跡地を利用して建設された。建設に際しては龍の彫刻を多用し、龍宮との異称を有す。また龍以外にも石獅、梅花をふんだんに用い、中国建築の特徴を前面に出した装飾となっている。
円山大飯店は政治色が強いホテルであったため、過去には台湾を訪れた海外からの国賓を接待する場所として使われていた。またこのホテルでは地下道の存在も有名である。蔣介石政権時代、長さ180mの地下道が建設された。1963年の改築の際には東西2本の地下道が設けられ、滑り台も設置された。地下道はホテルから剣潭公園と北安公園に連絡している。現在は、予約制で一般に公開されている。
開業当初は世界に冠たる中華民国一のホテルという方針で日本語はおろか英語によるサービスすらしようとしなかったが、現在は経済発展によるビジネス主義への転向と国内外の政情の変化により英語、日本語によるサービスを受けることが出来る。
かつて「ギネスブック」において、1,645平方メートル (47m×35m) の広さのロビーは「最も広いホテル・ロビー」として認定されていたことがある。

## その他
アクセス
ホテルと台北捷運圓山駅・剣潭駅をそれぞれ往復する無料のシャトルバスが、圓山駅行きはおよそ20 - 30分、剣潭駅行きはおよそ40 - 60分間隔で運行されている。
地下トンネル
1973年に蔣介石と妻の宋美齢によって逃走用のトンネルが設置された。2006年にメディアへ明かされた。地下1階の東西に1本ずつ設置されている。それぞれ西側通路は全長約85メートル、東側通路は全長約70メートルである。一般公開されており、西側は2019年、東側は2021年3月に公開された。
トンネル内の射撃戦も想定されており、射線を切れるようカーブが多用された構造となっているほか、足音や声を吸収するよう壁には凹凸が付けられている。